# Bondasca

Sciora-Bondasca-Gruppe der Bergeller Alpen mit dem Val Bondasca und Bondo im Meratal. Historisches Luftbild von Werner Friedli (1954)

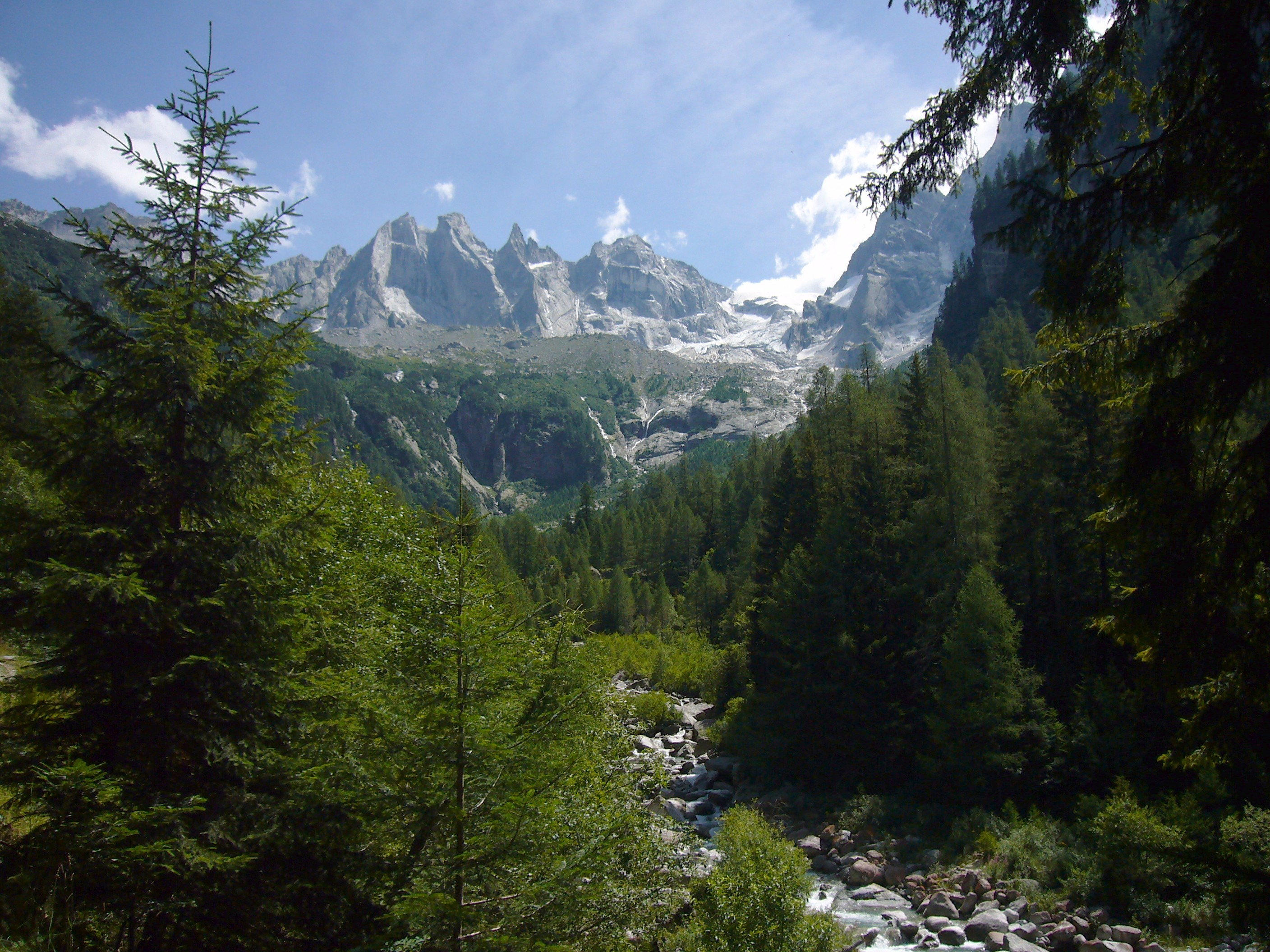
Val Bondasca in der Gegend unterhalb Lera im Jahr 2008

Die Bondasca ist ein rund sieben Kilometer langer Fluss, der bei Bondo in die Mera mündet. Die Bondasca fliesst durch das Val Bondasca, ein Seitental des Val Bregaglia (Bergell), einem italienischsprechenden Tal im Schweizer Kanton Graubünden unweit der Landesgrenze bei Chiavenna.

## Beschreibung
Die Bondasca hat ihren Ursprung im Gletscher Vadrec da la Bondasca, dessen Nährgebiet unter anderen auch die Gipfel der bei Bergsteigern bekannten Scioragruppe der Bergeller Alpen umfasst. Höchster Punkt im Einzugsgebiet der Bondasca ist mit 3370 m ü. M. der Piz Cengalo, ein Nachbarberg des Piz Badile, dem dominierenden Berg der Bondasca-Gruppe. Östlich schliesst der Kamm Sciora Defora (3166 m ü. M.) – Cima della Bondasca (3267 m ü. M.) die Talung ab.
Im Tal liegen – taleinwärts – die Maiensässe Prä (1133 m ü. M.) und Selvartigh (1202 m ü. M.) sowie Lera (1286 m ü. M.) und Laret (1377 m ü. M.). Auf der Alp Sciora im östlichen Talschluss steht die Sciorahütte des SAC auf 2118 m ü. M., im südlichen Seitental Vallun da la Trubinasca die Sasc-Furä-Hütte des SAC auf 1904 m ü. M.
Die Mündung der Bondasca in die Mera liegt unterhalb von Bondo, das sich im Taltrichter auf um 820 m ü. M. beiderseits am Bach erstreckt, bei etwa 800 m ü. M.
Seit 1962 wird ein Grossteil des Abflusses in 1080 Meter Höhe gefasst und in Bondo in einem Laufwasserkraftwerk mit 8 MW genutzt.

## Felsstürze vom Piz Cengalo
Am 27. Dezember 2011 und 23. August 2017 wurde das Tal durch zwei grosse Bergstürze vom Piz Cengalo in Mitleidenschaft gezogen, die grössten in Graubünden über Jahrzehnte. Im hinteren Val Bondasca kamen riesige Schuttmassen zu liegen. Murgänge des Materials erreichten August sowohl 2012 als auch direkt beim Ereignis von 2017 die Ortschaft Bondo und verwüsteten auch die Maiensässe im mittleren Val Bondasca. Die Wasserfassung des Kraftwerks von Bondo bei Prä wurde von der Mure 2017 komplett verschüttet. Nach dem Ausbaggern des alten Standortes ab 2022 wurde dort eine neue Wasserfassung als Tirolerwehr erstellt und das Kraftwerk im Mai 2025 wieder in Betrieb genommen. Dazwischen hatte im August 2023 eine weitere Mure diese Baustelle erreicht.
Die Wege zu den beiden SAC-Hütten waren verschüttet worden. 2025 wurde ein neuer Weg zur Sciora-Hütte eröffnet, welcher mit Hilfe von vier Hängebrücken hoch an der nördlichen Talflanke verläuft. Der kürzeste Zugang zur Sasc-Furä-Hütte wurde auch während der kompletten Sperrung des Tales begangen. Im 2025 gab es ein Crowdfunding-Projekt, um auch für diesen Weg eine Brücke über die Bondasca zu erstellen und damit wieder einen leichteren Zustieg zur Hütte zu ermöglichen als über den 2019 erstellten blau-weissen und nicht familientauglichen Alpinweg.